# Église Santa Maria in Via Lata
L’église Santa Maria in Via Lata est une basilique mineure dédiée à la Vierge Marie située à Rome dans le rione de Pigna sur la Via del Corso. Elle est le siège de la diaconie cardinalice de Santa Maria in Via Lata.

## Historique
Selon la tradition, saint Paul a vécu dans la crypte sous l'église, pendant deux ans, alors qu'il était assigné à résidence, dans l'attente de son procès. Il s'agirait toutefois d'une contradiction : en effet la légende concerne également l'église San Paolo alla Regola.
La diaconie cardinalice de Santa Maria in Via Lata est établie autour de l'an 250 par le pape Fabien. 
L'église Santa Maria in Via Lata était un lieu de culte, situé à l'origine dans un oratoire du Ve siècle, appelé Septa Julia : celui-ci se trouve maintenant dans le sous-sol de l'église. La chapelle d'origine est construite dans un ancien entrepôt romain qui mesurait environ 250 mètres de long : les ruines sont encore partiellement visibles.
Jusqu'à récemment, dans la crypte, se trouvaient plusieurs fresques médiévales : elles ont été détachées et sont maintenant exposées au musée de Crypta Balbi. Sur le site, des reproductions de ces peintures sont restées ainsi que certains marbres de Cosmati et une colonne de marbre qui, selon la tradition médiévale, aurait servi à attacher l'apôtre Paul. Pour finir, dans une salle de la crypte, se trouve un relief en marbre créé par un associé de Pierre de Cortone. L'église est construite autour de l'an 700. 
La structure supérieure de l'église est ajoutée au IXe siècle. Les décorations de la structure inférieure ont été créées entre le VIIe siècle et le IXe siècle. Elles ont été supprimées afin de conserver le pavement de style cosmatesque.
Lors de la reconstruction de l'église, vers 1491 Innocent VIII a fait sceller, en souvenir, son emblème sur le côté droit de l'église, sur la Via Lata. Les restes de la nouvelle arche, Novus Arcus, érigée par Dioclétien en 303/304 ont alors été enlevés.
L'église est rénovée en 1639 par Cosimo Fanzago, mais la façade avec ses colonnes corinthiennes, qui donnent la poussée verticale, n'est achevée qu'en 1658-1660 ; elles sont conçues par Pietro da Cortona, en écho à un arc de triomphe.
Antonio Tebaldeo, poète et ami de Raphaël, est enterré au fond de l'aile nord en 1537 : sa tombe n'est conçue qu'en 1776.
En 1653, le compositeur Luigi Rossi est enterré dans l'église. Dans sa chapelle Saint Quiriace, on peut voir deux bustes sculptés, les mémoriaux de deux membres d’une famille Bonaparte enterrés là : l’un, sculpté par Pietro Tenerani, à la mémoire de Zénaïde Bonaparte, décédée en 1854 et l’autre, sculpté par  Andrea Tombini, à la mémoire de son fils Joseph Lucien Bonaparte (en), décédé en 1865.
L'église Santa Maria in Via Lata fait partie des églises stations du Carême.

## Description - Œuvres d'art
Le maître-autel Madonna Advocata (Vierge avocat) (1636) est l'un des rares tableaux dans une église, attribué à Giacinto Brandi. Le ciboire dans l'abside est fabriqué à partir d'albâtre et de lapis-lazuli. Les reliques de la diacre et martyr du IIIe siècle Agapito se trouvent sous l'église.
Le premier retable est le martyre de saint André (1685) par Giacinto Brandi, tandis que le second retable est un saints Joseph, Nicolas et Biagio par Giuseppe Ghezzi. Dans la chapelle, à gauche de l'abside, se trouve une Vierge à l'Enfant et saints Cyriaque et Catherine par Giovanni Odazzi. Le second autel à gauche a un saint Paul baptise Sabine et ses enfants par Pier Leone Ghezzi tandis que le premier retable est une Vierge et des saints de Pietro de Pietri.

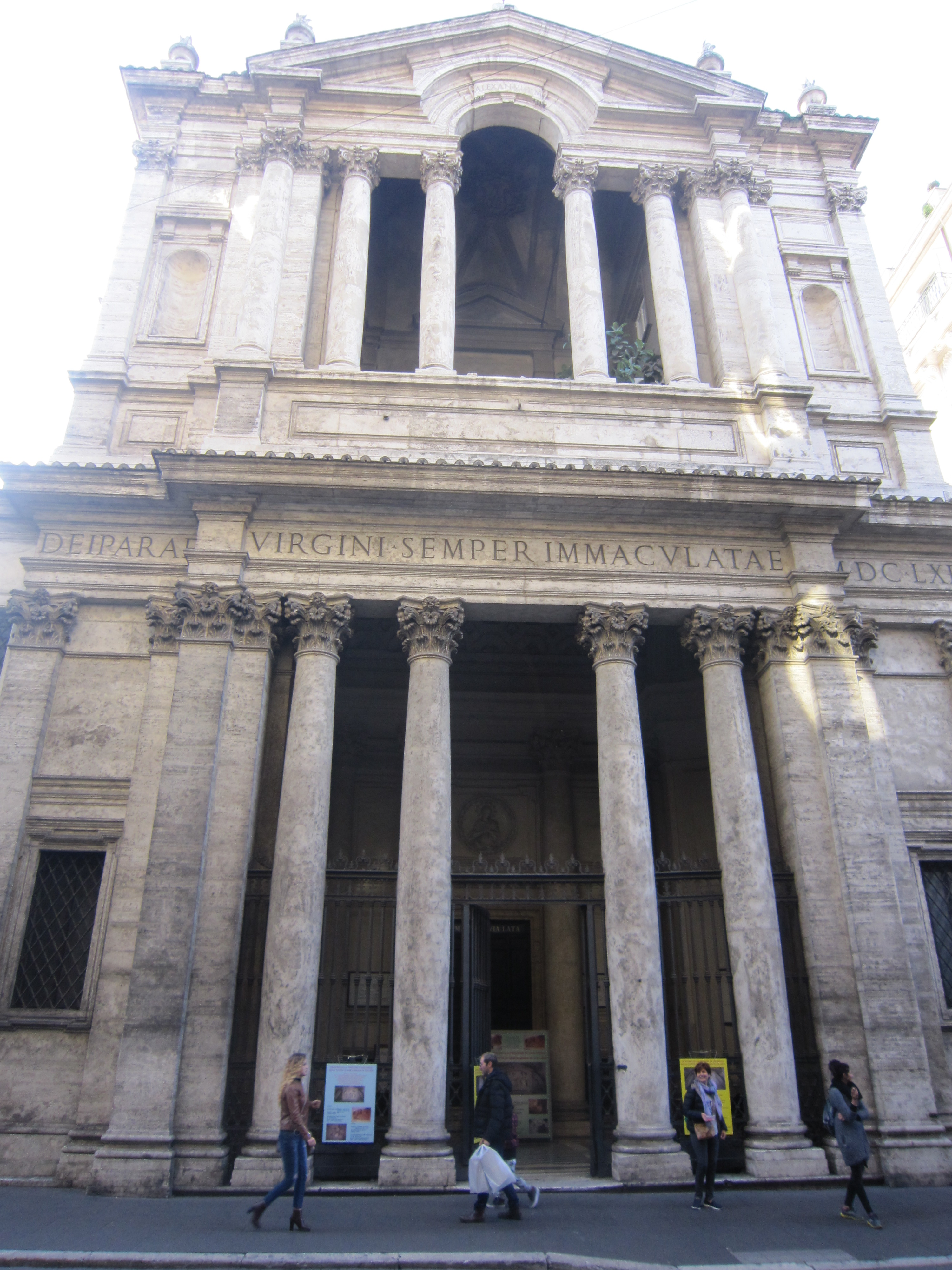
Colonnes de la façade
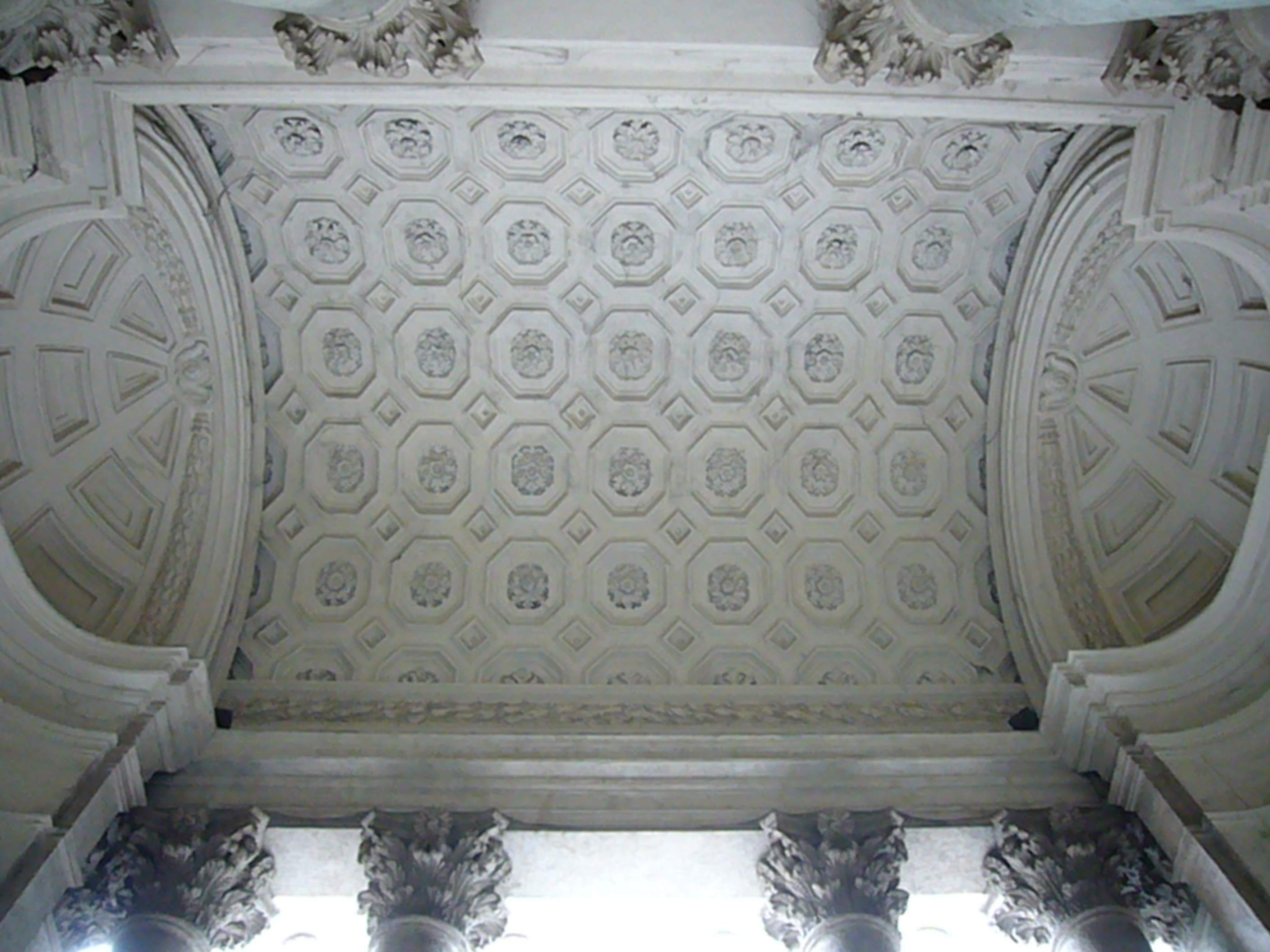
Pronaos
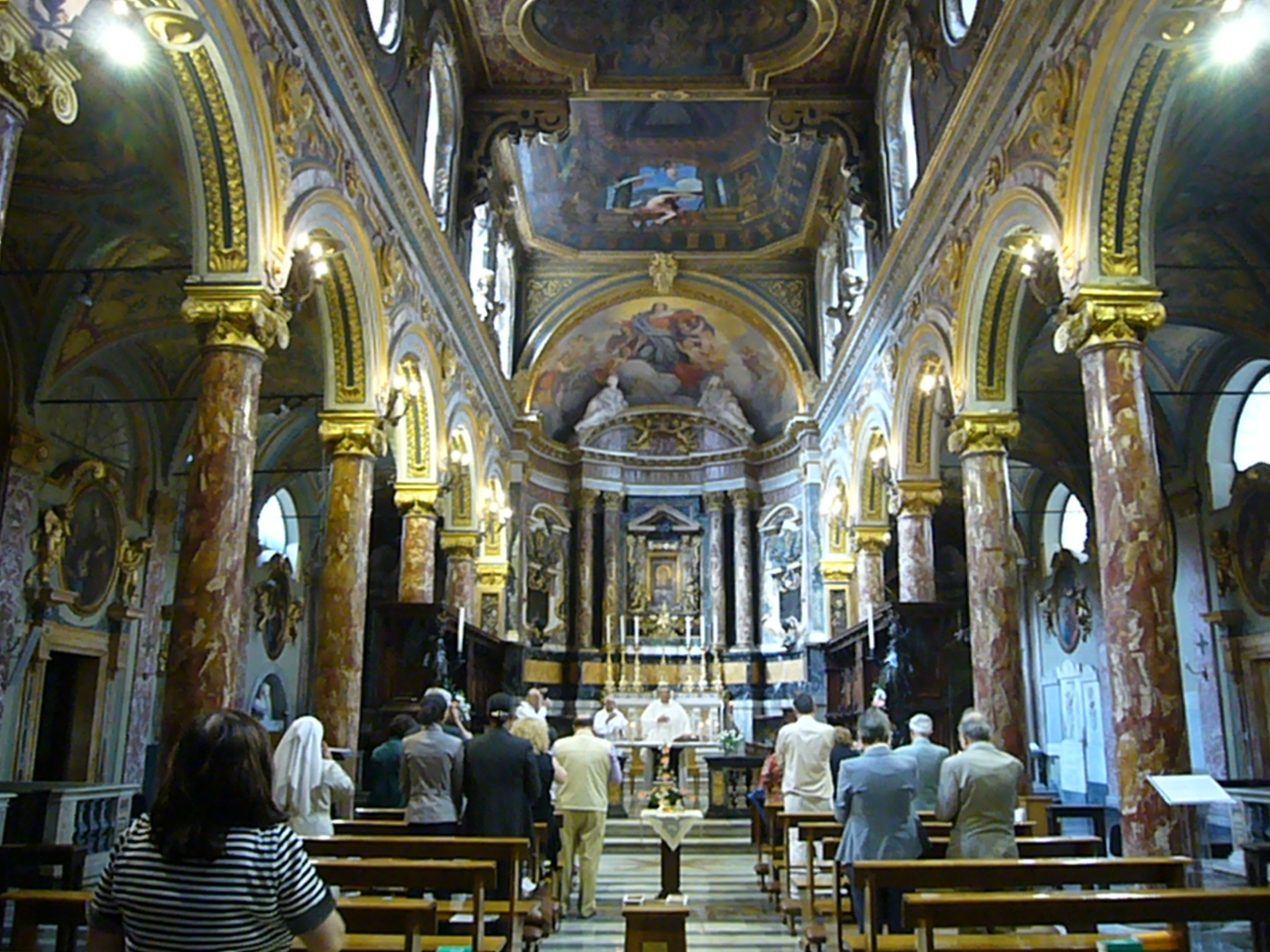
Intérieur
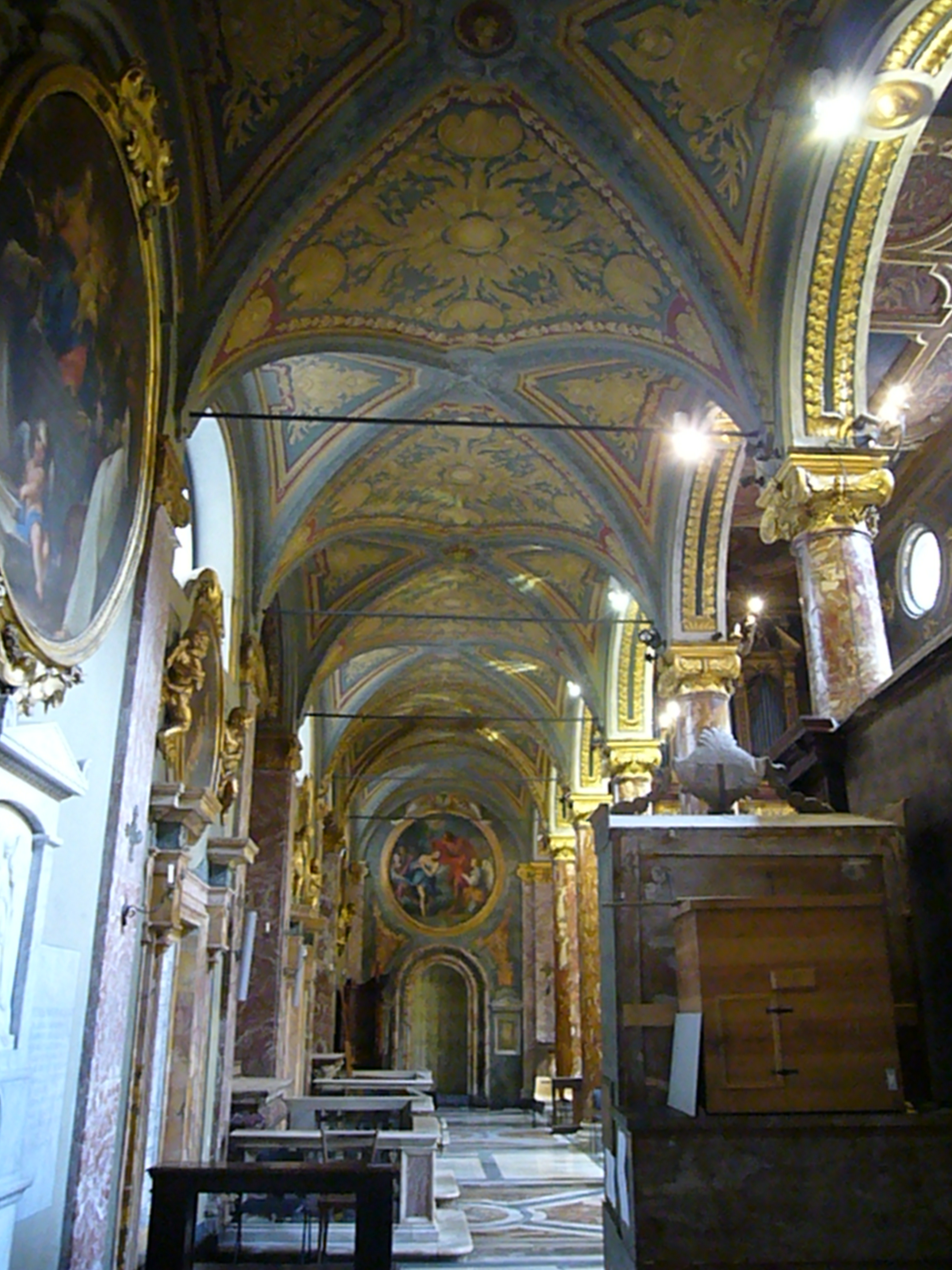
Nef
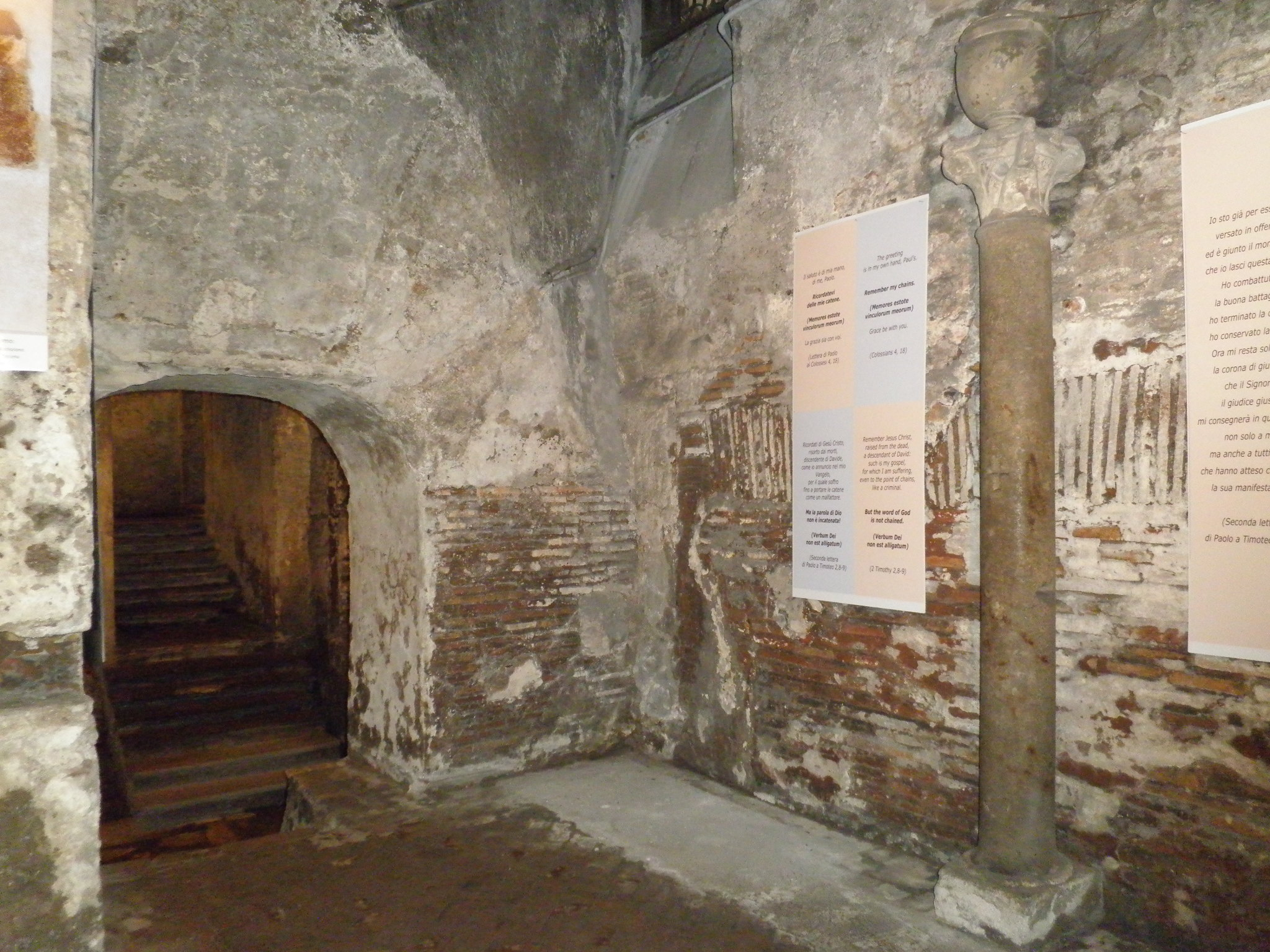
Crypte, avec la colonne dite de "Saint Paul"
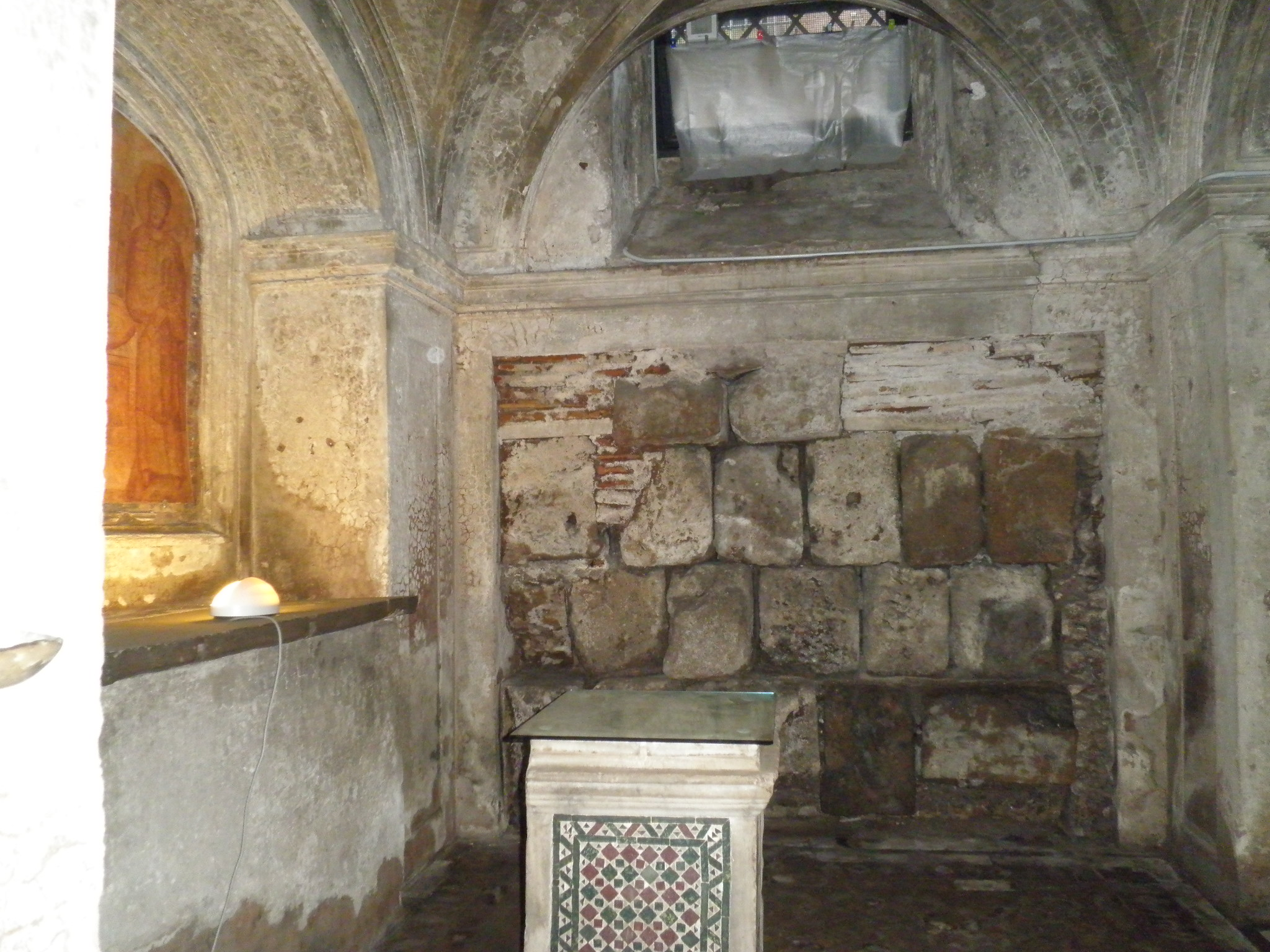
Crypte, avec marbre cosmatesque